# Sybra philippinensis
Sybra philippinensis là một loài bọ cánh cứng trong họ Cerambycidae.